# Castello di Barrugeri
Il castello di Barrugeri (Birgirum) era un complesso architettonico di origine medievale sito, fino alla seconda metà del XV secolo, nella città siciliana di Aragona, in contrada Barrugeri. Non è più visibile ma rimangono documentazioni che ne attestano l'esistenza.